# Roots to Grow (album)
Roots to Grow – drugi studyjny album szwajcarskiej piosenkarki Stefanie Heinzmann. Został wydany przez Universal Music 11 września 2009 roku. Jest utrzymany w gatunkach takich jak funk czy soul. Promują go trzy single: "No One (Can Ever Change My Mind)", "Unbreakable/Stop", "Roots to Grow (feat. Gentleman)".

## Lista utworów
1. "Bag It Up" (Luc Leroy, Yann Mace, Robin Jenssen, Ronny Svendsen, Nermin Harambasic, Anne Judith Wik ) - 3:09
2. "No One (Can Ever Change My Mind)" (Marek Pompetzki, Alice Gernandt, Paul-NZA) - 3:35
3. "Bet That I’m Better" (Shelly Poole, Tommy D., Bryn Christopher) - 2:56
4. "How Does It Feel" (Paul-NZA, Marek Pompetzki, Michel Zitron) - 4:08
5. “Unbreakable" (Joss Stone, Rick Nowels) - 4:03
6. "World on Fire" (Blair MacKichan, Guy Chambers) - 3:02
7. "Love Fever" (Alice Gernandt, Marek Pompetzki, Paul-NZA) - 3:18
8. "Roots to Grow" (feat. Gentleman) (Tilmann Otto, Peter Vale) - 3:25
9. "There’s a Reason" (Marek Pompetzki, Kim Sanders, Paul Simm) - 3:25
10. "No Substitute" (Ben Kohn, James Murray, Gavin Jones, Tom Barnes, Peter Kelleher) - 3:33
11. "Stop" (Michel Zitron, Kim Sanders, Marek Pompetzki, Paul-NZA) - 3:35
12. "How Things Change" (Tommy Lee James, Lucie Silvas) - 3:08
13. "I Don’t Know How to Hurt You" (Lone Proneur, Deborah Epstein, Walter Turbitt) - 3:45
14. "Wasting My Time" (Bryn Christopher, Andy Murray, Christian Ballard, Brian Harris, Russ Ballard) - 3:23
15. "Ain’t No Mountain High Enough" (feat. Ronan Keating) (Nickolas Ashford, Valerie Simpson) - 2:42
16. "Since You've Been Gone (Baby, Baby, Sweet Baby)" (feat. Tower of Power) (Aretha Franklin, Ted White) - 4:09

## Teledyski
1. "No One (Can Ever Change My Mind)"
2. "Unbreakable"
3. "Stop"
4. "Roots to Grow" (feat. Gentleman)